# Johan Hammar (missionär)
Johan Axel Vilhelm Hammar, född 26 januari 1873 i Ugglansryd, Ryssby församling, Kronobergs län, död 13 oktober 1967 i Ekeborg, Värnamo församling, Jönköpings län,  var en svensk missionär.
Johan Hammar studerade vid Missionsskolan i Stockholm 1896–1900 och deltog i en medicinsk kurs för missionärer vid Lunds universitet 1900–1901 och i Liverpool år 1902. Han reste den 4 april 1903 som missionär till Kongostaten. Året efter gifte han sig med Maria. Under åren 1903–1908 arbetade han i Kongofristaten, sedermera Belgiska Kongo. År 1906 återvände Hammar till hemlandet för att vila. Under 1908 genomförde Hammar och missionär Teofil Ceder den fjärde undersökningsresan inför expansionen av Kongomissionen. En av de platser de identifierade som lämplig för en ny station var Madzia. År 1909 utsågs han att tillsammans med frun Maria grundlägga den första stationen, Madzia missionsstation, i Franska Kongo. Han var tillbaks i Sverige 1912. Under mars 1913 var han i Sverige och visade den Missionsetnografiska utställningen i Göteborg, Jönköping och Örebro. På hösten samma år återvände han till Kongo. Hans aktiva missionstjänst upphörde i oktober 1916.
Under sina studier i England hade han kommit att ta del av de forskningsresultat rörande malarians spridning som professor Ronald Ross framlagt. Denne hade upptäckt att malarian orsakades av en parasit, som överfördes till människa genom en mygga. Hammar försåg därför bostäderna med myggnät för dörrar och fönster i de trakter där malaria förekommer. 
I Svenska Missionsförbundets filmarkiv finns de första filmer som någonsin tagits på missionsfältet i Kongo. Hammar introducerade missionsfilmen som ett medium i missionsinformationen.
Johan Hammars etnografiska samlingar, överlämnades till största delen till svenska museer och finns idag på Världskulturmuseet i Göteborg och Etnografiska museet i Stockholm. Hammar erhöll Kungl. Vetenskapsakademiens Wahlbergs-medalj.
Åren 1926–1931 var Hammar och hans maka Maria föreståndare för Missionärsbarnens Hem på Lidingö. Makarna Hammar är begravda på Värnamo Norra kyrkogård.